# SN 2010hd
SN 2010hd – supernowa typu IIn odkryta 7 sierpnia 2010 roku w galaktyce E290-G01. W momencie odkrycia miała maksymalną jasność 17,60m.